# Equipo de Copa Davis de Líbano
El Equipo de Copa Davis de Líbano es el representativo de Líbano en la máxima competición internacional a nivel de naciones del tenis y está regido por la Federación Libanesa de Tenis.
Actualmente forma integra la Zona Asia/Oceanía del Grupo I. Llegaron al Grupo I en cuatro ocasiones, pero no han podido ganar un partido a ese nivel. Compitió por primera vez durante la Copa Davis 1957.

## Plantel actual (2019 - 2020)
- Hady Habib
- Benjamin Hassan
- Giovani Samaha
- Michel Saade
- Jad Ballout
- Hasan Ibrahim

## Resultados
| Edición | Etapa                                 | Rival                  | Sede        | Resultado |
| ------- | ------------------------------------- | ---------------------- | ----------- | --------- |
| 1957    | Zona Europa Fase 1                    | Nueva Zelanda          | Beirut      | 0 – 5     |
| 1959    | Zona Europa Fase 1                    | Colombia               | Beirut      | 1 – 4     |
| 1962    | Zona Europa Fase 1                    | Finlandia              | Beirut      | 1 – 4     |
| 1963    | Zona Europa Preliminar                | Egipto                 | Beirut      | 0 – 5     |
| 1972    | Zona Europa Fase 1                    | Marruecos              | Beirut      | 0 – 5     |
| 1974    | Zona Europa Preliminar                | Turquía                | Estambul    | 2 – 3     |
| 1975    | Zona Europa Preliminar                | Irán                   | Teherán     | 0 – 5     |
| 1992    | Zona Asia/Oceanía Grupo III           | Irán                   | Manama      | 0 – 3     |
| 1992    | Zona Asia/Oceanía Grupo III           | Baréin                 | Manama      | 2 – 1     |
| 1992    | Zona Asia/Oceanía Grupo III           | Siria                  | Manama      | 2 – 1     |
| 1992    | Zona Asia/Oceanía Grupo III           | Kuwait                 | Manama      | 0 – 3     |
| 1992    | Zona Asia/Oceanía Grupo III           | Qatar                  | Manama      | 2 – 1     |
| 1992    | Zona Asia/Oceanía Grupo III           | Arabia Saudita         | Manama      | 3 – 0     |
| 1993    | Zona Asia/Oceanía Grupo III           | Arabia Saudita         | Doha        | 1 – 2     |
| 1993    | Zona Asia/Oceanía Grupo III           | Emiratos Árabes Unidos | Doha        | 2 – 1     |
| 1993    | Zona Asia/Oceanía Grupo III           | Singapur               | Doha        | 1 – 2     |
| 1993    | Zona Asia/Oceanía Grupo III           | Qatar                  | Doha        | 3 – 0     |
| 1993    | Zona Asia/Oceanía Grupo III           | Baréin                 | Doha        | 1 – 2     |
| 1993    | Zona Asia/Oceanía Grupo III           | Siria                  | Doha        | 3 – 0     |
| 1993    | Zona Asia/Oceanía Grupo III           | Bangladesh             | Doha        | 2 – 1     |
| 1994    | Zona Asia/Oceanía Grupo III           | Jordania               | Doha        | 3 – 0     |
| 1994    | Zona Asia/Oceanía Grupo III           | Baréin                 | Doha        | 2 – 1     |
| 1994    | Zona Asia/Oceanía Grupo III           | Uzbekistán             | Doha        | 0 – 3     |
| 1994    | Zona Asia/Oceanía Grupo III           | Brunéi                 | Doha        | 2 – 1     |
| 1995    | Zona Asia/Oceanía Grupo III           | Arabia Saudita         | Dubái       | 1 – 2     |
| 1995    | Zona Asia/Oceanía Grupo III           | Islas del Pacífico     | Dubái       | 1 – 2     |
| 1995    | Zona Asia/Oceanía Grupo III           | Jordania               | Dubái       | 2 – 1     |
| 1995    | Zona Asia/Oceanía Grupo III           | Emiratos Árabes Unidos | Dubái       | 3 – 0     |
| 1995    | Zona Asia/Oceanía Grupo III           | Bangladesh             | Dubái       | 1 – 2     |
| 1996    | Zona Asia/Oceanía Grupo III           | Qatar                  | Dubái       | 3 – 0     |
| 1996    | Zona Asia/Oceanía Grupo III           | Emiratos Árabes Unidos | Dubái       | 3 – 0     |
| 1996    | Zona Asia/Oceanía Grupo III           | Brunéi                 | Dubái       | 3 – 0     |
| 1996    | Zona Asia/Oceanía Grupo III           | Bangladesh             | Dubái       | 3 – 0     |
| 1996    | Zona Asia/Oceanía Grupo III           | Kuwait                 | Dubái       | 3 – 0     |
| 1996    | Zona Asia/Oceanía Grupo III           | Jordania               | Dubái       | 2 – 1     |
| 1997    | Zona Asia/Oceanía Grupo II R1         | Arabia Saudita         | Riad        | 5 – 0     |
| 1997    | Zona Asia/Oceanía Grupo II R2         | Tailandia              | Beirut      | 5 – 0     |
| 1997    | Zona Asia/Oceanía Grupo II R3         | Irán                   | Beirut      | 4 – 1     |
| 1998    | Zona Asia/Oceanía Grupo I R1          | Nueva Zelanda          | Beirut      | 2 – 3     |
| 1998    | Zona Asia/Oceanía Grupo I Play-offs   | Indonesia              | Zouk Mikael | 3 – 0     |
| 1999    | Zona Asia/Oceanía Grupo I R1          | Japón                  | Zouk Mikael | 1 – 4     |
| 1999    | Zona Asia/Oceanía Grupo I Play-offs   | Pakistán               | Beirut      | 4 – 1     |
| 2000    | Zona Asia/Oceanía Grupo I R1          | India                  | Lucknow     | 2 – 3     |
| 2000    | Zona Asia/Oceanía Grupo I Play-offs 1 | Japón                  | Yokohama    | 4 – 1     |
| 2000    | Zona Asia/Oceanía Grupo I Play-offs 2 | China                  | Joünié      | 2 – 3     |
| 2001    | Zona Asia/Oceanía Grupo II R1         | Kuwait                 | Kuwait      | 4 – 1     |
| 2001    | Zona Asia/Oceanía Grupo II R2         | Hong Kong              | Yarze       | 3 – 2     |
| 2001    | Zona Asia/Oceanía Grupo II R3         | China Taipéi           | Yarze       | w/o       |
| 2002    | Zona Asia/Oceanía Grupo I R1          | India                  | Beirut      | 0 – 5     |
| 2002    | Zona Asia/Oceanía Grupo I Play-offs 1 | Indonesia              | Surabaya    | 1 – 4     |
| 2002    | Zona Asia/Oceanía Grupo I Play-offs 2 | Corea del Sur          | Joünié      | 0 – 5     |
| 2003    | Zona Asia/Oceanía Grupo II R1         | Irán                   | Teherán     | 3 – 2     |
| 2003    | Zona Asia/Oceanía Grupo II R2         | Hong Kong              | Colombo     | 1 – 3     |
| 2004    | Zona Asia/Oceanía Grupo II R1         | Irán                   | Beirut      | 3 – 2     |
| 2004    | Zona Asia/Oceanía Grupo II R2         | Corea del Sur          | Busan       | 0 – 5     |
| 2005    | Zona Asia/Oceanía Grupo II R1         | Islas del Pacífico     | Lautoka     | 2 – 3     |
| 2005    | Zona Asia/Oceanía Grupo II Play-offs  | Filipinas              | Beirut      | 3 – 2     |
| 2006    | Zona Asia/Oceanía Grupo II R1         | Nueva Zelanda          | Auckland    | 0 – 5     |
| 2006    | Zona Asia/Oceanía Grupo II Play-offs  | Kuwait                 | Joünié      | 0 – 5     |
| 2007    | Zona Asia/Oceanía Grupo III A         | Emiratos Árabes Unidos | Colombo     | 3 – 0     |
| 2007    | Zona Asia/Oceanía Grupo III A         | Singapur               | Colombo     | 3 – 0     |
| 2007    | Zona Asia/Oceanía Grupo III A         | Arabia Saudita         | Colombo     | 2 – 1     |
| 2007    | Zona Asia/Oceanía Grupo III Final     | Omán                   | Colombo     | 2 – 1     |
| 2007    | Zona Asia/Oceanía Grupo III Final     | Sri Lanka              | Colombo     | 1 – 2     |
| 2007    | Zona Asia/Oceanía Grupo III Final     | Emiratos Árabes Unidos | Colombo     | 3 – 0     |
| 2008    | Zona Asia/Oceanía Grupo II R1         | China                  | Pekín       | 0 – 5     |
| 2008    | Zona Asia/Oceanía Grupo II Play-offs  | Hong Kong              | Hong Kong   | 2 – 3     |
| 2009    | Zona Asia/Oceanía Grupo III A         | Singapur               | Alepo       | 2 – 1     |
| 2009    | Zona Asia/Oceanía Grupo III A         | Tayikistán             | Alepo       | 2 – 1     |
| 2009    | Zona Asia/Oceanía Grupo III A         | Islas del Pacífico     | Alepo       | 1 – 2     |
| 2009    | Zona Asia/Oceanía Grupo III Final     | Sri Lanka              | Alepo       | 0 – 3     |
| 2009    | Zona Asia/Oceanía Grupo III Final     | Siria                  | Alepo       | 0 – 3     |
| 2009    | Zona Asia/Oceanía Grupo III Final     | Islas del Pacífico     | Alepo       | 1 – 2     |
| 2010    | Zona Asia/Oceanía Grupo III B         | Vietnam                | Teherán     | 2 – 1     |
| 2010    | Zona Asia/Oceanía Grupo III B         | Omán                   | Teherán     | 2 – 1     |
| 2010    | Zona Asia/Oceanía Grupo III B         | Bangladesh             | Teherán     | 2 – 1     |
| 2010    | Zona Asia/Oceanía Grupo III Final     | Irán                   | Teherán     | 0 – 2     |
| 2010    | Zona Asia/Oceanía Grupo III Final     | Siria                  | Teherán     | 1 – 2     |
| 2010    | Zona Asia/Oceanía Grupo III Final     | Vietnam                | Teherán     | 2 – 1     |
| 2011    | Zona Asia/Oceanía Grupo III B         | Omán                   | Colombo     | 2 – 1     |
| 2011    | Zona Asia/Oceanía Grupo III B         | Emiratos Árabes Unidos | Colombo     | 2 – 1     |
| 2011    | Zona Asia/Oceanía Grupo III B         | Malasia                | Colombo     | 3 – 0     |
| 2011    | Zona Asia/Oceanía Grupo III Final     | Vietnam                | Colombo     | 3 – 0     |
| 2011    | Zona Asia/Oceanía Grupo III Final     | Sri Lanka              | Colombo     | 0 – 3     |
| 2011    | Zona Asia/Oceanía Grupo III Final     | Malasia                | Colombo     | 3 – 0     |
| 2012    | Zona Asia/Oceanía Grupo II R1         | Pakistán               | Joünié      | 2 – 3     |
| 2012    | Zona Asia/Oceanía Grupo II Play-offs  | Islas del Pacífico     | Joünié      | 4 – 1     |
| 2013    | Zona Asia/Oceanía Grupo II R1         | Nueva Zelanda          | Auckland    | 2 – 3     |
| 2013    | Zona Asia/Oceanía Grupo II Play-offs  | Sri Lanka              | Joünié      | 2 – 3     |
| 2014    | Zona Asia/Oceanía Grupo III B         | Singapur               | Teherán     | 3 – 0     |
| 2014    | Zona Asia/Oceanía Grupo III B         | Irán                   | Teherán     | 0 – 3     |
| 2014    | Zona Asia/Oceanía Grupo III B         | Emiratos Árabes Unidos | Teherán     | 2 – 1     |
| 2014    | Zona Asia/Oceanía Grupo III Promoción | Malasia                | Teherán     | 2 – 0     |
| 2015    | Zona Asia/Oceanía Grupo II R1         | China Taipéi           | Kaohsiung   | 0 – 5     |
| 2015    | Zona Asia/Oceanía Grupo II Play-offs  | Sri Lanka              | Colombo     | 2 – 3     |
| 2016    | Zona Asia/Oceanía Grupo III B         | Camboya                | Teherán     | 3 – 0     |
| 2016    | Zona Asia/Oceanía Grupo III B         | Singapur               | Teherán     | 3 – 0     |
| 2016    | Zona Asia/Oceanía Grupo III B         | Qatar                  | Teherán     | 3 – 0     |
| 2016    | Zona Asia/Oceanía Grupo III B         | Siria                  | Teherán     | 3 – 0     |
| 2016    | Zona Asia/Oceanía Grupo III Promoción | Hong Kong              | Teherán     | 1 – 2     |
| 2017    | Zona Asia/Oceanía Grupo III B         | Turkmenistán           | Colombo     | 2 – 1     |
| 2017    | Zona Asia/Oceanía Grupo III B         | Emiratos Árabes Unidos | Colombo     | 2 – 1     |
| 2017    | Zona Asia/Oceanía Grupo III B         | Malasia                | Colombo     | 2 – 1     |
| 2017    | Zona Asia/Oceanía Grupo III B         | Qatar                  | Colombo     | 3 – 0     |
| 2017    | Zona Asia/Oceanía Grupo III Promoción | Jordania               | Colombo     | 2 – 0     |
| 2018    | Zona Asia/Oceanía Grupo II R1         | China Taipéi           | Beirut      | 3 – 2     |
| 2018    | Zona Asia/Oceanía Grupo II R2         | Hong Kong              | Zouk Mosbeh | 3 – 1     |
| 2018    | Zona Asia/Oceanía Grupo II R3         | Tailandia              | Nonthaburi  | 3 – 2     |
| 2019    | Zona Asia/Oceanía Grupo I             | Uzbekistán             | Joünié      | 2 – 3     |
| 2020    | Grupo Mundial I Play-offs             | Tailandia              | Joünié      | 2 – 1     |
| 2020    | Grupo Mundial I                       | Brasil                 | –           | –         |